# Bengt Sparre (1570–1632)
Bengt Sparre, född 1570, död 26 mars 1632, var en svensk ryttmästare, ståthållare och häradshövding.

## Biografi
Bengt Sparre föddes 1570. Han var son till furstliga rådet Jöran Sparre och Kerstin Persdotter Hjorthuvud av Brandstorp. Sparre blev 1590 häradshövding i Skärkinds härad och fick 10 juli 1594 konung Sigismunds konfirmation på häradet. Han blev 1598 ståthållare på Stegeborgs slott jämte Per Lillie och Eriks Ulfsparre. Sparre avled 1632 och begravdes 24 juni samma år i Husby-Rekarne kyrka.
Sparre var först häradshövding i Villåttinge och därefter Öster- och Västerrekarne härad där han efterträdde sin far. Han introducerades på Riddarhuset vid dess tillkomst 1626 och blev stamfar för den obetitlade (lågadel) släktgren som på Riddarhuset kallas Sparre af Rossvik. Sparre hustru Kerstin Åkesdotter (Bååt) var enda syster till Anna Bååt som var gift med rikskanslern Axel Oxenstierna. Den senare blev därför förmyndare till de barn till Sparre som ännu var omyndiga när han dog 1632.

### Familj
Sparre gifte sig 15 april 1604 i Västerås med Kerstin Åkesdotter Bååt (död 1628), dotter av häradshövdingen Åke Johansson (Bååt) och Christina Trolle. De fick tillsammans barnen Christina Sparre (1605–1656) som var gift med landshövdingen Christer Posse, landshövdingen Jöran Sparre (1611–1657) i Södermanlands län, Magdalena Sparre (1612–1656) som var gift med ryttmästaren Johan Ekeblad och generalguvernören Harald Stake, Maria Sparre (1613–1657) som var gift med landshövdingen Gabriel Gyllenanckar, assessorn Åke Sparre (död 1641) i Svea hovrätt, kammarherren Johan Sparre (1616–1655) som var gift med Emerentia Stake, Beata Sparre (1618–1672) som var gift 1636 med lagmannen Schering Rosenhane och Anna Sparre (1619–1651) som var gift med justitiepresidenten Daniel Leijonstierna.